# 弗雷德里克·帕西
弗雷德里克·帕西（法語：Frédéric Passy，1822年5月20日—1912年6月12日），法国理論經濟學家，世界第一个国际和平组织——国际和平联盟和各国议会联盟的创始人之一。
帕西家族傳統為公務員，其父的兄弟Hippolyte（1793年-1880年）曾為政府部長。帕西求學時被訓練成律師，其後在州議院當會計師，三年後離職，系統地學習經濟。
帕西認為自由貿易能將不同國家連繫一起，成為伙伴，就像在相同的企業內一樣；從而解除武裝，令戰爭消失。
他曾在法國的多所大學講授經濟學。
帕西嘗試阻止法國和普魯士因盧森堡問題而開戰，1867年成立和平与自由同盟。後來該組織成為普法戰爭的受害者，他便以「Société française des amis de la paix」之名重整陣營，後來1889年又正式成立「Société française pour l'arbitrage entre nations」。
1889年，56名法國國會議員、28名英國議員以及來自意大利、西班牙、丹麥、匈牙利、比利時和美國的國會代表組成了「國際國會聯盟」，當中帕西是三位主席之一。
帕西是著名的演說家，他聲線雄朗、動作有力、態度莊嚴。
1901年，他和亨利·杜南（紅十字會創辦人）同獲首屆諾貝爾和平獎。